# بازی‌های سرخپوستی آمریکا

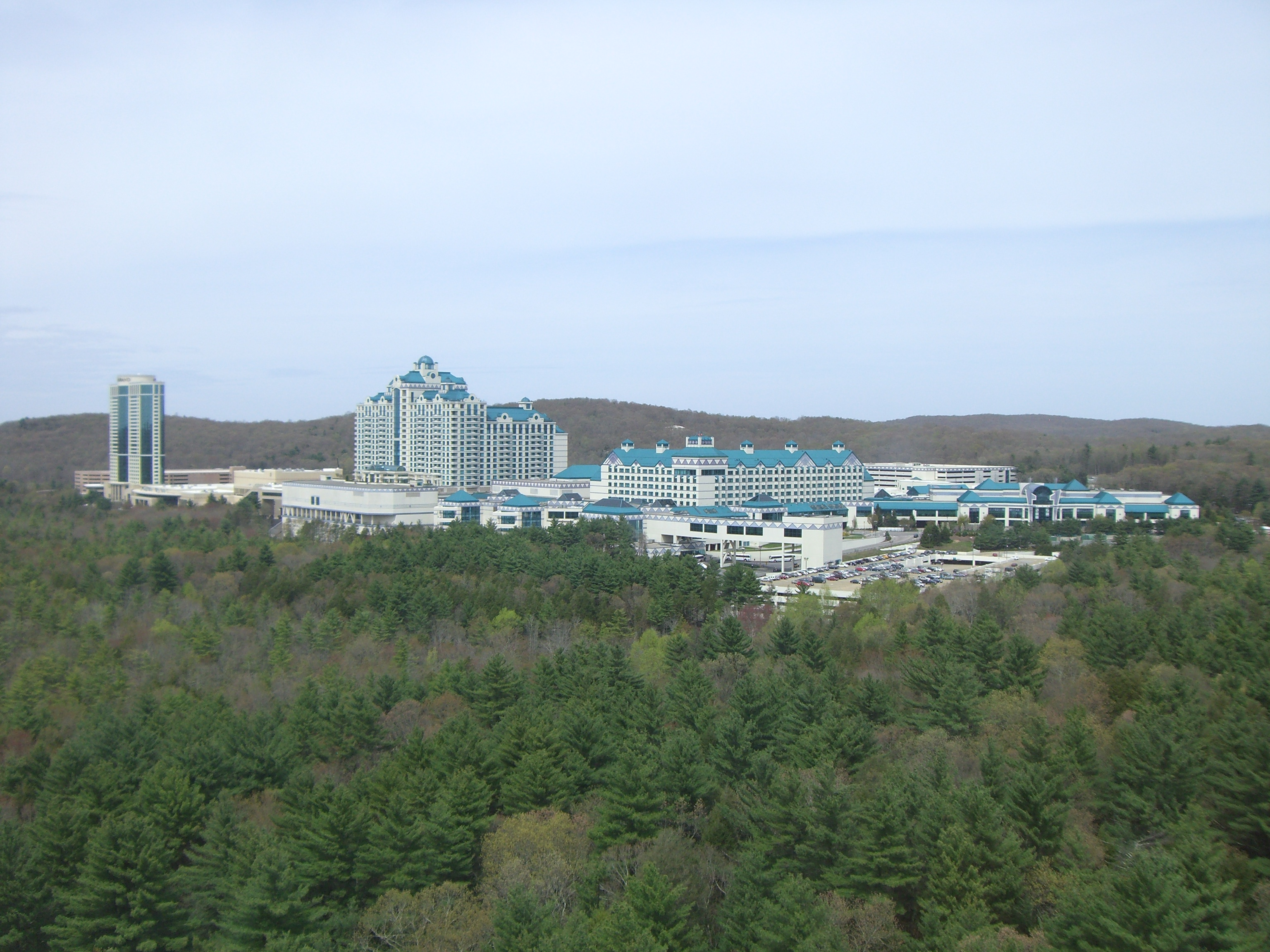
کازینوی فاکسوود رزورتس در لدیارد ، کنتیکت.

بازی‌های سرخپوستی آمریکا شامل کازینوها، تالارهای بینگو و سایر عملیات قمار در مناطق اختصاصی سرخپوستی یا سایر زمین‌های قبیله ای در ایالات متحده است. از آنجا که این مناطق دارای حاکمیت قبیله ای هستند، همان‌طور که توسط قانون تنظیم مقررات بازیهای سرخپوستی در سال ۱۹۸۸ تصویب شده‌است دولت‌های ایالتی آمریکا امکان محدودی برای ممنوع کردن قمار در آنجا دارند. تا سال ۲۰۱۱، ۴۶۰ عملیات قماربازی توسط ۲۴۰ قبیله با درآمد کل سالانه ۲۷ میلیارد دلار اداره شده‌است.

## تأثیر بر اقتصاد سرخپوستان آمریکا
بازی‌های سرخپوستان آمریکا، در برخی موارد، چهره اقتصاد قبیله ای را تغییر داده‌است، اما همچنین ثابت شده‌است که در شرایط دیگر بسیار بی اثر است. اگرچه پیروزی‌های قبیله ای بر ظلم دولتی و فرهنگی در دهه ۱۹۵۰ تحولی پویا به همراه داشت، اما در مقایسه موفقیت اقتصادی کوتاه مدت بود. بیکاری پایین آمده بود و درآمد شخصی افزایش یافته بود، اما تعداد کمی از قبایل تغییرات اقتصادی ایجاد کرده بودند. گام‌های آنها نامتوازن بود و بسته به هر منطقه اختصاصی سرخپوستی بسیار در نوسان بود. این اتفاق از آنجا رخ می‌داد که برای اکثر قبایل، زمین‌های آنها از لحاظ اقتصادی بازدهی بالا نداشتند، زیرساخت‌ها ضعیف بود و آنها از بازارهای پر رونق پرجمعیت زیاد فاصله داشتند. به منظور پرداختن به مسئله فقر، قبایل سرخپوست ملزم به تأمین نوعی از توسعه اقتصادی بودند. سرخپوستان برای تحریک رشد اقتصادی، مقداری از سرزمین قبیله ای خود را به افراد غیر سرخپوست فروختند، اما نشان داده شد بازی‌های قبیله ای تنها منبع درآمد بزرگ در جامعه سرخپوستی است. با این حال، دولت ایالات متحده در امور قبیله ای در سراسر مدت ظهور بازی‌های سرخپوستی دخالت کرد.
بسیاری از دولت‌های قبیله ای شاهد پیشرفت‌های چشمگیری در توانایی خود در ارائه خدمات عمومی به اعضای خود مانند ساخت مدارس، بهبود زیرساخت‌ها و ارتقای از دست دادن سنت‌های سرخپوستی بوده‌اند. با این حال، عملیات‌های قبیله ای بدون بحث و جدال نبوده‌است. تعداد کمی از قبایل توانسته‌اند پرداخت‌های سرانه بزرگی توزیع کنند و توجه عمومی قابل توجهی را به خود جلب کنند. علاوه بر این، گسترش ملی بازی‌های سرخپوستی منجر به عملی شده که منتقدان آن را خرید منطقه اختصاصی می‌خوانند. این اصطلاح قبایلی را توصیف می‌کند که با حمایت سرمایه گذاران کازینو، سعی می‌کنند یک کازینو را روی منطقه اختصاصی خود، معمولاً در نزدیکی یک مرکز بزرگ شهری قرار دهند. با این حال، اگرچه این کار توسط قانون تنظیم مقررات بازی هند مجاز است، اما تاکنون فقط سه کازینو این گونه ساخته شده‌است.

## در فرهنگ عامه
- سوتزن نوشته جان گریشام بر مشکلات اخلاقی و حقوقی مربوط به بازی‌های بومیان آمریکا متمرکز است.
- " حرص مرد سرخپوست "، فصل هفتم سریال تلویزیونی انیمیشن ساوت پارک، به طرح یک قبیله بومیان آمریکا برای خرید و تخریب کل شهر ساوت پارک از طریق ترغیب ساکنان آن شهر به قمار پس‌اندازهایشان در یک کازینوی تازه افتتاح شده و باختن همه آن سرمایه، می‌پردازد.